# 매드로켓: 포그 오브 워
《매드로켓: 포그오브워》(Mad Rocket: Fog of War)는 라타타스튜디오가 개발하고 네시삼십삼분과 라타타스튜디오가 공동 서비스하는 모바일 전략 비디오 게임이다. 플레이어가 기지를 건설하고, 상대방 기지를 공격해 파괴하거나 자원을 약탈하는 룰은 《클래시 오브 클랜》, 《붐비치》 등과 동일하지만, 상대방의 기지가 《스타크래프트》처럼 워 포그로 덮는 것이 특징이다. 2018년 1월 소프트런칭 했다.

## 게임방식
클래시 오브 클랜처럼 마을을 만드는 방식과 비슷하다. 본부가 기준이 되며 타일을 제거하거나 복구하면서 건물 들을 설치할 수 있다. 때문에 많은 모양의 레이아웃을 만들 수 있으며 이는 마치 스타크래프트의 유즈맵셋팅을 떠올리게 한다. 크게 세 가지 타입의 무기가 있는데 지상 유닛, 공중 유닛 그리고 로켓 미사일이 있다. Sci-fi 컨셉의 무기가 대부분이다. 방어시설에는 지대지 미사일, 지대공 미사일 또는 공중과 지상 모두를 공격하는 하이브리드 타입의 방어시설이 있다.   

### 다크포그
매드로켓의 방어 매커니즘 중 가장 독특한 요소는 암막인데, RTS 게임의 워 포그를 차용했다. 공격자는 시야가 가려진 채로 적의 기지를 탐색해야 하고 이 때문에 얘기치 못한 방어시설의 등장에 전력 손실을 입게 된다. 다크포그는 아래의 방법으로 없앨 수 있다. 
- 로켓 미사일로 타격함
- 공중 유닛이 공격을 시작함
- 지상 유닛이 안전하게 착륙한 후 탐색을 시작함
- 적의 본부를 파괴하면 모든 암막이 일시에 벗겨짐

### 게임 모드
싱글 플레이 캠페인 모드와 멀티 플레이 대전 모드, 클랜전 모드가 있으며  멀티 플레이 대전 모드가 경쟁전과 약탈전으로 나뉘었다. 
- 싱글 플레이 캠페인 모드: 지구를 침략하려는 마제스타 군단과 이에 대항하는 네오실드의 스토리 라인을 따라 스테이지를 클리어 해간다. 최초 출시 시에는 60개의 스테이지였지만 최근 업데이트를 통해 180개로 늘어났다. 승리 시 최초 보상을 얻으며, 이후 클리어 할 때마다 반복 보상을 얻는다. 반복 보상은 최초 보상에 비해 터무니 없이 적다.
- 멀티 플레이 대전 모드: 사령관 레벨이 5에 달하면 멀티 플레이 모드가 오픈되어 다른 사령관들의 기지를 침략하고 약탈할 수 있다. 대전 모드는 1.19.0 패치에서 경쟁전과 약탈전으로 나뉘었다. 약탈전은 상대방의 자원 시설을 모두 파괴하여 자원을 획득할 수 있으며 파괴 정도에 따라 추가 자원을 얻을 수 있다. 하지만 한정된 자원인 '가스'를 사용하기 때문에 횟수가 제한된다.  반면 '가스'를 사용하지 않는 대신 '승점 전투'의 횟수에 제한이 생겼다. 경쟁전은 14개의 라운드로 시즌을 나누어 각 라운드의 순위에 따라 보상이 주어진다. 보상에는 로켓 코인이 필수적으로 포함되는데 이를 통해 로켓 코인 상점을 이용할 수 있다.

## 유닛 및 미사일 배치
유닛이나 로켓미사일은 카드 형태로 존재한다. 전투를 시작하기 전 6개의 카드로 덱을 구성해야 한다. 각 카드는 배틀포인트(BP)를 소모하는데, 6BP에서 시작해 최대 10BP를 가질 수 있다. 전투 중 0.8초마다 1BP가 자동으로 생산되며 적의 방어시설을 파괴할 때마다 1~4BP를 추가로 획득할 수 있다.